# Eudesmia quadrifasciata
Eudesmia quadrifasciata är en fjärilsart som beskrevs av Walker 1864. Eudesmia quadrifasciata ingår i släktet Eudesmia och familjen björnspinnare. Inga underarter finns listade i Catalogue of Life.